# グレアム・ジョンソン
グレアム・ジョンソン（Graham Johnson, 1950年7月10日 - ）はローデシア・ブラワヨ生まれのイギリスのピアニスト、声楽伴奏家である。

## 来歴
1967年にロンドンに留学。英国王立音楽院を卒業後、1972年にピーター・ピアーズ（テノール歌手）の　Snape maltings コンサート ホールのマスタークラス公認ピアニストとなる。そのことがベンジャミン・ブリテンを知るきっかけとなり、伴奏家としての方向付けを強めた。
1976年に彼は、これまで日の当てられてこなかったピアノ伴奏歌曲の分野を掘り起こすための作曲家名鑑を作成した。彼は数多くの歌手の伴奏により、ハイペリオンレコードにおいてフランツ・シューベルトの歌曲全集を完成させた。
その後、同レコードでのロベルト・シューマン、またガブリエル・フォーレの歌曲での同様な企画に携わった。その他、彼の伴奏によるイギリスの歌曲およびハイペリオンやコーリンズが主催した公演の多数の録音がある。